# Środki łączności
Środki łączności – urządzenia i sprzęt umożliwiający przekazywanie informacji na odległość.
Środki łączności powinny zapewnić dostarczanie informacji w postaci fonicznej, tekstowej, graficznej lub sformatowanych sygnałów

## Podział środków łączności
Podział z 1979
1. sygnalizacyjne[a]
2. pocztowe siły i środki łączności (→środki transportowe)
3. techniczne (telekomunikacyjne)
  - przewodowe
  - bezprzewodowe
    - satelitarne
    - radiowe (radiostacje, radio programowalne)
    - radiotelefoniczne
    - radioliniowe (horyzontowe, troposferyczne)

Podział środków łączności jako komponentu środków dowodzenia
- Środki telekomunikacyjne
umożliwiają przesyłanie informacji na znaczne odległości bez względu na przeszkody terenowe; zazwyczaj są mobilne i pozwalająca komunikować się z otoczeniem z każdego miejsca.
  - Środki teletransmisyjne
    - radiowe (radiostacje)
    - radioliniowe (radiolinie)
    - satelitarne (terminale i zestawy)
    - urządzenia kablowe (regeneratory kablowe)
    - kable (wewnątrz węzłowe i międzywęzłowe /dalekosiężne/)

  - Środki telekomutacyjne
    - łącznice
    - łącznico-krotnice
    - krotnice

  - Urządzenia końcowe (abonenckie)
    - aparaty telefoniczne
    - modemy komunikacyjne
    - terminale abonenckie
    - telefaxy.

  - Urządzenia specjalne
- Środki pocztowe[b]
  - Pojazdy (motocykle, samochody) i statki powietrzne (śmigłowce łącznikowe) do transportu poczty polowej.
  - Odpowiednio wyposażone miejsca pracy elementów poczty polowej, w środki do segregacji i przechowywania przesyłek pocztowych oraz w środki radiowe do łączności ze statkami powietrznymi.
  - Środki do właściwego zabezpieczenia przesyłek pocztowych (szafy, sejfy specjalne skrzynie, pojemniki, torby itp.).
- Środki sygnalizacyjne
  - Środki wizualne
  - Środki dźwiękowe

Rola środków łączności (jawna, niejawna):
- telefoniczna
- telegraficzna (binarnie)
- telekopiowa (fax)
- telewizyjna